# Lambiótes
Lambiótes (em grego: Λαμπιώται) ou Labiótes é uma vila cretense da unidade regional de Retimno, no município de Amári, na unidade municipal de Curítes. Situada a 340 metros acima do nível do mar, próxima a ela estão as vilas de Furfurás e Petrochóri. Segundo censo de 2011, têm 61 habitantes.
Sua menção mais antiga provém de 1301; foi posteriormente mencionada em 1577, 1583 e 1881. Em 1920 tornou-se capital do homônimo município rural. Esta vila durante sua história prosperou graças a produção de óleo das oliveiras cultivadas na região. No interior da vila encontra-se uma igreja bizantina dedicada a Panágia.